# Sylver

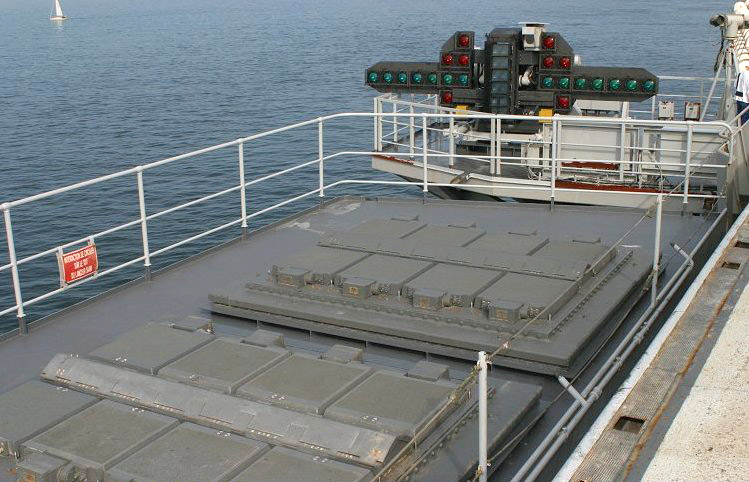
Vypouštěcí silo Sylver A-43 pro řízené střely Aster 15 na palubě francouzské letadlové lodě Charles de Gaulle

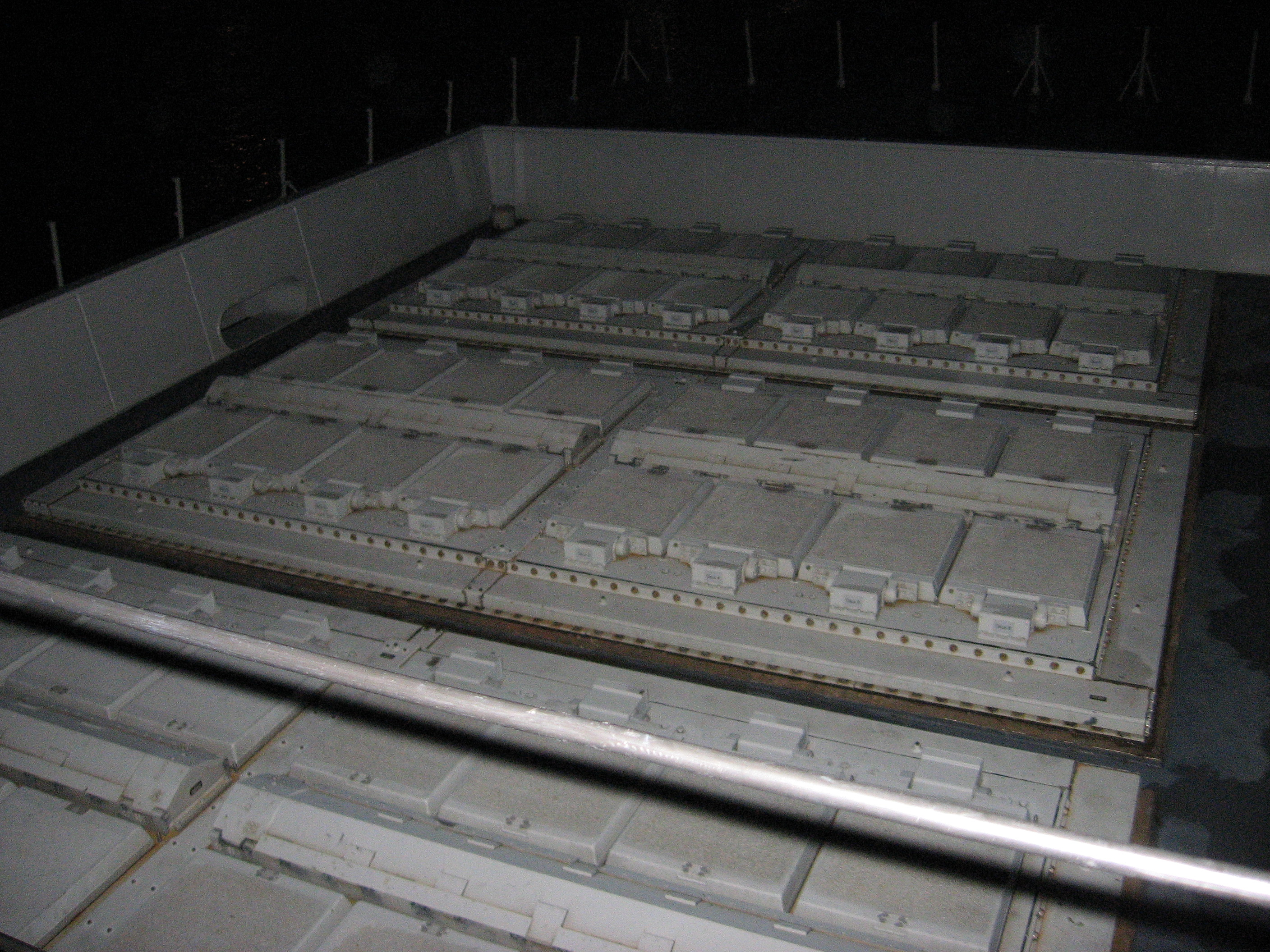
Vypouštěcí silo Sylver A-50 pro řízené střely Aster 15 a Aster 30 na palubě italského torpédoborce Caio Duilio

Sylver (SYStème de Lancement VERtical) je vertikální vypouštěcí zařízení řízených střel vyvinuté francouzskou společností DCNS. Systém je využitelný pro plavidla od velikosti korvety. Původně byl navržen pro střely MBDA Aster, francouzské námořnictvo ale požadovalo, aby bylo schopné používat i americké střely Standard. Dnes je tak systém mnohostrannější.
Základní zbraní, pro kterou byl systém navržen je rodina protiletadlových řízených střel Aster. Dle typu modulu ale mohou obsahovat i střely s plochou dráhou letu BGM-109 Tomahawk a SCALP Naval, protiletadlové řízené střely MBDA MICA, RIM-66 Standard a RIM-162 ESSM či raketová torpéda ASROC.
V současnosti je systém vyráběn ve čtyřech variantách, označených A-35, A-43, A-50 a A-70, přičemž kód verze střely označuje délku kontejneru v decimetrech (kontejner verze A-70 má délku 7 metrů). Verze A-43 je primárně určena pro střely protiletadlové řízené střely Aster 15, zatímco verze A-50 je základem pokročilého protiletadlového systému PAAMS, který využívá kombinace střel Aster 15 a Aster 30. Verze A-70 může obsahovat i střely s plochou dráhou letu.
Každý modul má osm buněk pro řízené střely, uspořádaných ve dvou řadách. Systém umožňuje vypouštět střely rychlostí 6 kusů za sekundu. Hmotnost modulu je dle modelu 7–12 tun.

## Uživatelé

### Sylver A-43

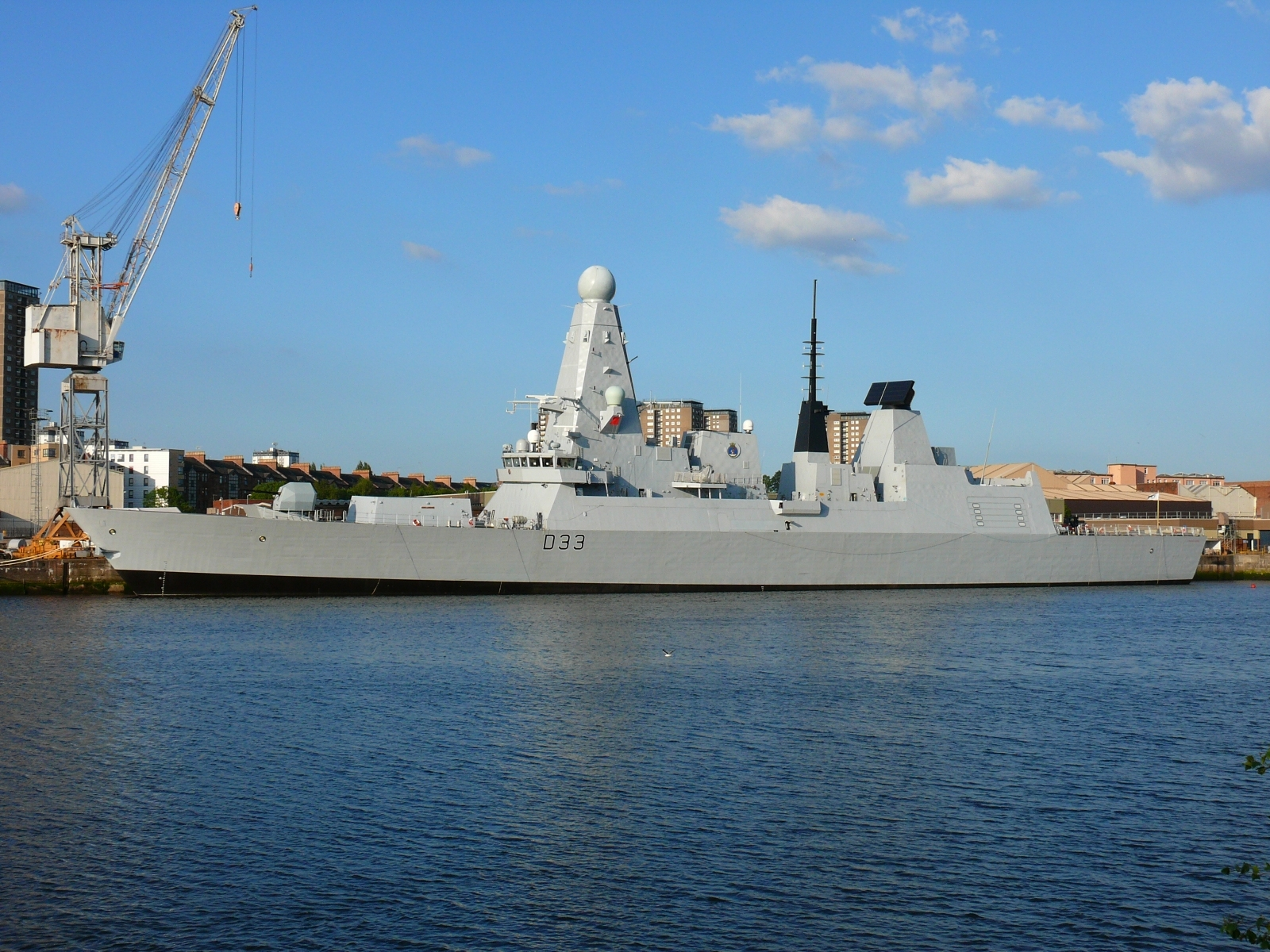
Torpédoborec třídy Daring

- Letadlová loď Charles de Gaulle
- Letadlová loď Cavour
- Fregaty třídy Al Riyadh
- Fregaty třídy Formidable

### Sylver A-50
- Torpédoborce třídy Daring
- Torpédoborec třídy Horizon
- Torpédoborec třídy Orizzonte
- Fregaty třídy FREMM
- Výsadková a podpůrná loď Kalaat Béni Abbès (474)
- Oceánská hlídková loď třídy Thaon di Revel

### Sylver A-70
- Fregaty třídy FREMM